# Rosenschnabelente
Die Rosenschnabelente (Netta peposaca), manchmal auch Peposakaente oder Blutschnabelente genannt, ist ein zu den Tauchenten zählender monotypischer Entenvogel. Ihr Verbreitungsgebiet ist Südamerika. Dort zählt sie zu den häufigsten Entenarten. Besonders zahlreich ist sie in den Ebenen der Pampas- und Agrarzonen Argentiniens anzutreffen. Die Männchen dieser sich überwiegend pflanzlich ernährenden Entenart haben einen auffallend karminroten Schnabelhöcker.

## Erscheinungsbild

### Erscheinungsbild ausgewachsener Rosenschnabelenten
Die Rosenschnabelente ist eine auffallend großköpfige, massig gebaute Ente. Sie erreicht ausgewachsen eine Körperlänge von 53 bis 57 Zentimetern und wiegt etwa ein Kilogramm.
Die Art weist einen ausgeprägten Geschlechtsdimorphismus auf. Das Männchen trägt ein Ganzjahreskleid und ist am Kopf, Hals und Brust schwarz gefiedert. Dieses Gefieder hat häufig einen violetten Schimmer. Der Rücken ist gleichfalls schwarz, jedoch mit einer feinen weißen oder grauen Sprenkelung, so dass er heller als das Kopf- und Halsgefieder wirkt. Flanken und Bauch haben ein feines schwarz-weißes Gefieder, so dass sie aus der Entfernung hellgrau wirken. Die Unterschwanzdecke ist weiß und die Flügeldecken sind rußbraun, wobei die dunklen Federspitzen grünlich überhaucht sind. Die Unterflügel sind weiß. Der Schnabel ist kräftig pink bis karminrot. Der Nagel ist schwarz. Die Beine und Füße sind gelb. Die Iris ist rot bis gelb-orange. Eine Farbvariabilität ist für die Männchen der Rosenschnabelente nicht beschrieben.

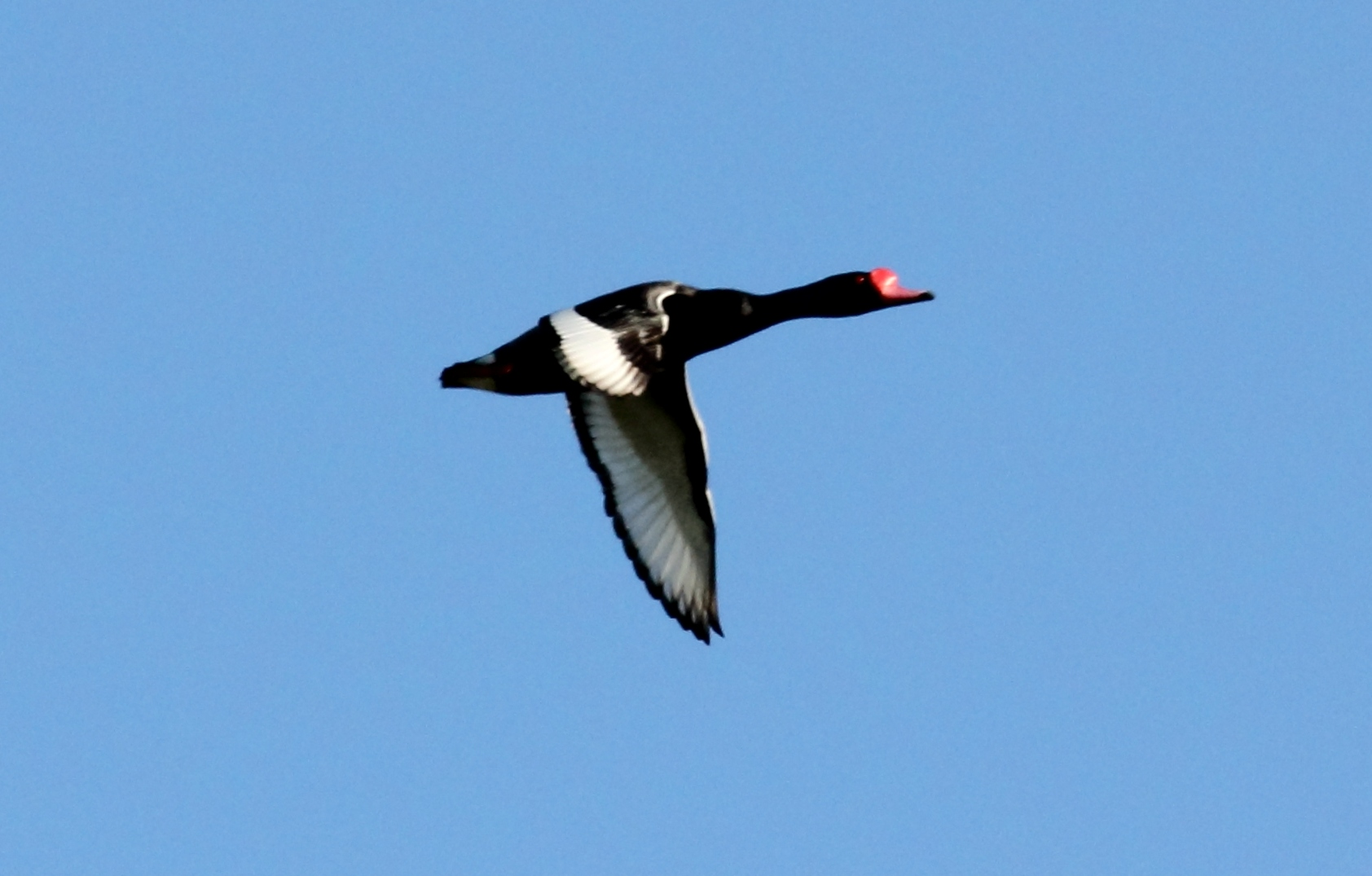
Flugbild

Die Weibchen sind rotbraun gefiedert. Dabei sind der Scheitel und das Rückengefieder etwas dunkler. Kinn und Kehle sind fast weißlich aufgehellt. Die Brust ist von einem dunkleren Braun. Der Bauch dagegen ist hellbraun. Wie beim Männchen ist die Unterschwanzdecke weiß. Der Schnabel ist ein dunkles Blaugrau mit einem schwarzen Nagel. Die Unterflügel sind sandbraun. Die Iris ist olivbraun. Die Füße und Beine dunkelgrau. Weibchen haben keinen so auffälligen Schnabelhöcker, allerdings ist auch bei ihnen die obere Schnabelbasis leicht angeschwollen. Anders als bei den Männchen der Rosenschnabelente kommen bei den Weibchen Farbvariabilitäten vor, da einzelne Weibchen im Gesicht weißfleckig sind.
Über die Mauser wildlebender Rosenschnabelenten liegen keine ausreichenden Daten vor. Bei in menschlicher Obhut gehaltenen Rosenschnabelenten erfolgt die Vollmauser inklusive des Abwurfs der Schwingenfedern und der Wechsel der Steuerfedern nach beendeter Brutzeit. Nach bisherigen Erkenntnissen mausern Rosenschnabelenten nur einmal im Jahr. Eine Wintermauser ist bislang nicht belegt.

### Erscheinungsbild der Küken und Jungvögel
Die Küken der Rosenschnabelente sind Nestflüchter und haben ein insgesamt helles Dunenkleid. Sie sind an der Körperoberseite hell olivbraun. Das Gesicht ist ohne dunkle Zeichnung und ebenso wie die Brust und die Bauchseite strohgelb. Der Flügelrand ist olivbraun. Ansonsten ist der Flügel gelb. An den Bürzelseiten findet sich je ein gelber Fleck. Der Schnabel ist blaugrau und die Füße sind graugrün. Noch nicht ausgewachsene Jungvögel weisen eine große Ähnlichkeit zu den Weibchen auf. Sie sind jedoch an der Körperunterseite etwas dunkler.

## Verbreitung, Lebensraum und Bestand

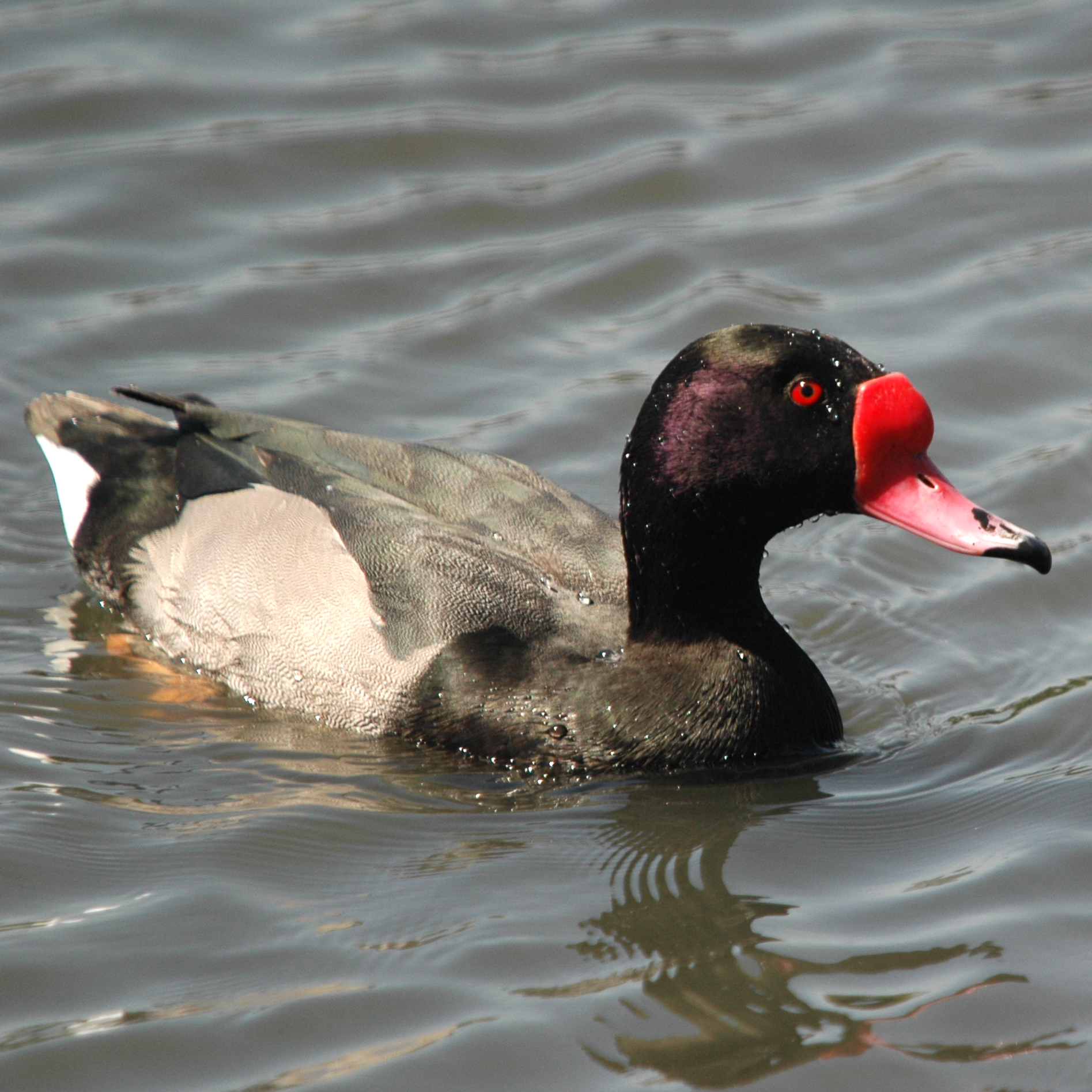
Rosenschnabelente

Die Rosenschnabelente kommt vom Süden Brasiliens bis nach Feuerland vor und ist damit ein Vogel der offenen Landschaft und waldarmen Vorregionen der Anden. Sie ist vor allem im Norden und in der Mitte Argentiniens weit verbreitet und häufig. Auch in Uruguay finden sich große Populationen. Sie zählt dort wie in Argentinien zu den häufigsten Entenvögeln. Sie ist ein Teilzieher. Die südliche Population zieht während des Winterhalbjahres nach Norden. Sie ist beispielsweise in der brasilianischen Rio-Grande-do-Sul-Provinz in dieser Zeit häufig bis zahlreich, während sie im Sommerhalbjahr hier nur selten anzutreffen ist.
Die Rosenschnabelente hält sich in kleinen Schwärmen im Tiefland auf und bevorzugt hier Sumpfland. Die von ihr präferierten Gewässer sind Süßwasserseen mit Röhrichtzonen, Altarme und Staubereiche der Flussniederungen. Sie zählt zu den Arten, die von den in den Agrarzonen angelegten Wasserrückhaltebecken stark profitieren. Sie nutzt außerdem Reisfelder für die Nahrungssuche. Während des Zuges findet man sie in Patagonien bis in eine Höhe von 1000 Metern NN.
Obwohl die Art einem erheblichen Jagddruck ausgesetzt ist und durch Entwässerungen Habitatverluste erlitten hat, gibt es keine Hinweise auf einen Populationsrückgang. Offensichtlich ermöglicht die Anlage neuer Wasserrückhaltebecken in Agrarzonen dieser Entenart, den durch Jagd und Lebensraumvernichtung ausgehenden Druck auf die Bestandszahlen durch die Eroberung neuer Lebensräume auszugleichen. Die Bestandszahl wird auf über eine Million Individuen geschätzt.

## Fortpflanzung
Über die Fortpflanzung der Rosenschnabelente liegen bislang nur unzureichende Daten vor. Die meisten Erkenntnisse wurden bislang an in Gefangenschaft gehaltenen Enten gewonnen. Die Rosenschnabelente zählt zu den Enten, die von der südamerikanischen Kuckucksente parasitiert werden.
Die Fortpflanzungszeit fällt in Südamerika in die dortigen Frühsommermonate Oktober bis Dezember. In Paraguay beobachtete man Brutvögel jedoch auch in den Monaten Februar und März. Als Brutgewässer werden kleinere Süßwassergewässer sowie ruhige Buchten an größeren Seen genutzt. Das Nest befindet sich im Uferbereich und wird bevorzugt im Röhricht angelegt. Das Vollgelege besteht aus zehn bis zwölf Eiern. Diese sind von graugrüner Farbe und durchschnittlich 58 × 42,8 Millimeter groß. Die Inkubationszeit beträgt 27 bis 29 Tage. In Gefangenschaft geschlüpfte Küken wogen durchschnittlich 32,8 Gramm.

## Etymologie und Forschungsgeschichte
Die Erstbeschreibung der Rosenschnabelente erfolgte 1816 durch Louis Pierre Vieillot unter dem Namen  Anas peposaca. Vieillot bezog sich auf den Trivialnamen Pato del negrizco ala blanca den Félix de Azara 1805 in seinem Werk Apuntamientos para la historia natural de los páxaros del Paragüay y Rio de la Plata verwendete. Als Verbreitungsgebiet gab er den Buenos Aires und Paraguay an. 1866 führte Johann Jakob Kaup die für die Wissenschaft neue Gattung Netta ein. Dieser Begriff hat seinen Ursprung in νηττα nētta für „Ente“. Der Artname peposaca stammt aus der Guaraní-Sprache in der Ihpé pepó-sakâ für auffälliger Flügel steht. Alfred Laubmann sah in seinem Werk Die Vögel von Paraguay nur Nachweise in der Literatur für Waikthlatingmayalwa im Gran Chaco und Monte Sociedad am Río Pilcomayo und Puerto Bertoni. Ihm selbst lag kein Balg zur Analyse vor.

## Haltung in Europa
Rosenschnabelenten werden seit Ende des 19. Jahrhunderts in Europa als Ziergeflügel gehalten. So zeigte der Zoo in London Rosenschnabelenten nachweislich im Jahre 1873 und der Zoo in Berlin erstmals ab 1882. Sie sind winterhart und gelten als anspruchslos in der Haltung. Die Erpel zeigen außerdem ganzjährig ein ansprechendes Prachtkleid. Nach dem auf Enten spezialisierten Ornithologen Hartmut Kolbe werden Rosenschnabelenten aus diesem Grunde ebenso häufig wie die mit ihnen verwandten Kolbenenten gehalten.

## Belege